# Ruovesi (lac)
Le lac Ruovesi (finnois : Ruovesi) est un lac à Ruovesi et Mänttä-Vilppula en Finlande,.

## Présentation
Il a une superficie de 66 kilomètres carrés et une altitude de 96 mètres.
Le lac Ruovesi fait partie du bassin d fleuve Kokemäenjoki et ses émissaires principaux sont le  lac Tarjanne au Nord et le lac Kuorevesi à l'est.
Le Ruovesi se déverse dans le lac Palovesi qui lui-même alimente le Näsijärvi.